# Copa Felix Bogado 1976
Copa Felix Bogado 1976 - turniej towarzyski o Puchar Felix Bogado 1976 między reprezentacjami Paragwaju i Argentyny rozegrano po raz pierwszy w 1976 roku.

## Mecze
| 25 lutego Asunción |  | Paragwaj | 2 | - | 3 | Argentyna |

| 28 kwietnia Buenos Aires |  | Argentyna | 2 | - | 2 | Paragwaj |

## Końcowa tabela
| M | Reprezentacja | L.m. | Zw. | Rem. | Por. | Bramki | R.br. | Pkt |
| 1 | Argentyna     | 2    | 1   | 1    | 0    | 5:4    | +1    | 3   |
| 2 | Paragwaj      | 2    | 0   | 1    | 1    | 4:5    | -1    | 1   |

Mecze te rozgrywane były w ramach Copa Atlántico 1976.
Triumfatorem turnieju Copa Felix Bogado 1976 został zespół Argentyny.